# Ивермектин
Ивермекти́н (Ivermectin) — антипаразитарное лекарственное средство. У людей применяется для таких паразитарных заболеваний, как головные вши, чесотка, онхоцеркоз (речная слепота), стронгилоидоз, трихоцефалёз, аскаридоз и элефантиаз. В ветеринарии применяется для лечения и предотвращения инфекций Dirofilaria immitis и акариазами у животных, среди прочих паразитов. Относится к группе авермектинов.
Ивермектин был обнаружен в 1975 году и начал применяться в медицине с 1981 года. Уильям Кэмпбелл и Сатоси Омура получили Нобелевскую премию по физиологии или медицине за открытие ивермектина и артемизинина в 2015 году. Препарат входит в Примерный перечень ВОЗ основных лекарственных средств.
Во время пандемии COVID-19 широко распространялaсь ложная информация и конспирологические теории о том, что ивермектин помогает бороться с COVID-19 или предотвращать заражение коронавирусом SARS-CoV-2. Такие утверждения не подтверждены доказательствами. Ряд авторитетных медицинских организаций, включая Центры по контролю и профилактике заболеваний США, Европейское агентство лекарственных средств и Всемирную организацию здравоохранения, заявили, что не одобряют использование ивермектина для лечения COVID‑19.

## История
Ивермектин начали продавать как ветеринарный антипаразитический препарат Merck & Co. в 1981 году. К 1986 году ивермектин был зарегистрирован в 46 странах и массово применялся для лечения крупного рогатого скота, овец и других животных. В 1987 году, после клинических исследований, показавших эффективность и высокую безопасность ивермектина против онхоцеркоза (речной слепоты) у людей, Merck выпустила препарат под маркой «мектизан».
Начиная с 1987 года фирма Merck совместно с UNICEF проводит благотворительную программу Mectizan Donation Program, в которой ивермектин под торговой маркой мектизан используется для искоренения тропических болезней (речной слепоты и слоновой болезни) в 45 странах Африки, Латинской Америки Карибского региона, Ближнего Востока, Юговосточной Азии и Западной Пацифики. В 2020 году в рамках данной программы мектизан применялся 417 миллионов раз.
Половину Нобелевской премии по физиологии или медицине в 2015 году присудили Уильям Кэмпбелл и Сатоси Омура за открытие ивермектина и артемизинина.
Во время пандемии COVID-19 широко распространялись ложная информация о том, что ивермектин помогает бороться или предотвращать коронавирус SARS-CoV-2. Эти утверждения не подтверждены научными доказательствами. Всемирная организация здравоохранения не советует применение ивермектина против COVID-19 вне клинических исследований.
Несмотря на отсутствие научных доказательств эффективности ивермектина, ряд стран (Мексика, Чехия, Словакия) разрешили его использование не по назначению для лечения COVID-19. В Перу и Индии изначально его разрешили, а потом отменили. В сентябре 2021 года Индийский совет медицинских исследований, экспертный орган правительства Индии, вывел ивермектин и гидроксихлорохин из утвержденного руководства по лечению COVID-19 в Индии, поскольку эксперты Совета не нашли достаточных доказательств потенциального терапевтического эффекта ивермектина и гидроксихолохина против COVID-19 с момента введения их в руководство в мае 2021 года.

## Показания и способ применения
В медицине Ивермектин применяют для лечения ряда паразитарных болезней, таких как чесотка, гельминтозы, миазы и т. д. Как правило, применяется в два или несколько доз, в виде инъекций или орально, с перерывами от 7 до 14 дней, а также применяют местно. Для препаратов с содержанием ивермектина 0,1 % (Отодектин) дозировка составляет 200мкг/1 кг веса.
Ивермектин, входящий в состав препарата, обладает выраженным противопаразитарным действием на личиночные и половозрелые фазы развития нематод желудочно-кишечного тракта и легких, личинки подкожных, носоглоточных, желудочных оводов, вшей, кровососок и саркоптоидных клещей, усиливает выработку нейромедиатора торможения гамма-аминомасляной кислоты, что приводит к нарушению передачи нервных импульсов, параличу и гибели паразита.
После парентерального введения препарата ивермектин быстро всасывается из места инъекции и распределяется в органах и тканях животного, обеспечивая паразитоцидное действие в течение 10-14 дней. Выводится из организма с мочой и желчью, у лактирующих животных также с молоком.
Людям ивермектин назначают только перорально. Препарат быстро всасывается, достигая максимальной концентрации в плазме (около 50 мкг/л) через 4 часа после приема дозы 12 мг. Он широко распределяется по тканям (объём распределения составляет около 50 л), но медленно и в ограниченном количестве проникает в среды глаза. Период полувыведения равен 18 часам. Выводится почти исключительно с фекалиями.
В ветеринарии для лечения эндо- и эктопаразитарных болезней животных применяется препарат Ивермек. Препарат представляет собой прозрачный или опалесцирующий бесцветный или слабо жёлтого цвета стерильный раствор. Ивермек — это воднодисперсная (мицеллярная) форма ивермектина.
Препарат также применяют при лечении чесотки (особенно норвежской чесотки) и педикулёза.
В ветеринарии Ивермек применяют крупному рогатому скоту, овцам, козам, свиньям, лошадям, оленям, верблюдам при легочных и желудочно-кишечных гельминтозах: диктиокаулез, метастронгилез, трихостронгилятозы, стронгилоидоз, аскаридозы, эзофагостомозы, трихоцефалез, оксиуратозы, буностомоз и т. д.; при телязиозе (глазные нематоды); при гиподерматозе, эстрозе (подкожный и носоглоточный овод); при псороптозе и саркоптозе (чесотка), демодекозе, сифункулятозе (вшивость), маллофагозе.
Ивермектин применяют при следующих инвазиях гельминтов: онхоцеркоз, стронгилоидоз, аскаридоз, трихоцефалёз, филяриатозы и энтеробиоз.
Для препаратов с содержанием ивермектина 1 % (Ивермек) дозировка составляет:
- крупному и мелкому рогатому скоту, лошадям — 200 мкг действующего вещества на 1 кг массы однократно;
- свиньям — 300 мкг действующего вещества на 1 кг массы однократно[34].

## Механизм действия
Препарат нарушает передачу нервных импульсов паразитов, вызывая усиление ГАМК-эргического торможения в соответствующих синапсах, что приводит к параличу и гибели паразита. Также, открывая Cl-зависимые каналы мышечных клеток глотки нематод, вызывает расслабление её мышц, вследствие чего делает невозможным питание гельминта. Вызывает нарушение эмбриогенеза у самок паразитов за счет внутриутробного повреждения и дегенерации микрофилярий.

## Побочные эффекты
Побочные эффекты, хотя и редки, включают жар, зуд и высыпания на коже при применении перорально и покраснение глаз, сухую и жгучую кожу при применении наружно против вшей. Неизвестно, безопасно ли применять препарат во время беременности, но скорее всего его безопасно применять во время кормления грудью.
Побочный эффект ивермектина напоминает реакцию Мазотти. Максимальное её проявление обнаруживается через 2 дня после приёма. Полагают, что реакция вызывается массовой гибелью микрофилярий, а не токсичностью препарата, тем более что её интенсивность коррелирует с уровнем заражённости паразитами. У местного населения побочная реакция отмечается в 5-30 % случаев, но она обычно слабо выражена, непродолжительна и подавляется аспирином и антигистаминными средствами. Частота осложнений у взрослого эмигрантского населения (а, возможно, и у местных детей) выше. Реакция Мазотти включает лихорадку (иногда протекающую в течение нескольких дней), головную боль, головокружение, сонливость, слабость, сыпь, усиливающийся зуд, диарею, суставные и мышечные боли, гипотензию, тахикардию, лимфадениты, лимфангиты и периферический отёк. Более интенсивно реакция протекает у 1-3 % людей, а тяжёлое течение реакции с лихорадкой, гипотензией и бронхоспазмом — у 0,3 % людей. Может быть необходим приём стероидов в течение нескольких дней. Через 1-3 недели у больных отмечаются припухлости и абсцессы, предположительно в местах скопления половозрелых гельминтов.
Через несколько дней лечения у некоторых пациентов развивается точечное помутнение роговицы. К другим офтальмологическим реакциям (которые могут быть связаны и с самим заболеванием) относятся отёк глазного века, передние увеиты, конъюнктивиты, кератиты, неврит глазного нерва, хориоретиниты и хориоидиты. Хотя эти реакции могут быть и не тяжёлыми, и чаще всего не вызывают необратимую потери зрения и не требуют применения кортикостероидов, но при использовании этого препарата необходим постоянный мониторинг со стороны медицинского персонала.

## Противопоказания и меры предосторожности
Так как ивермектин увеличивает ГАМК-эргическую активность, лучше избегать его совместного применения с другими препаратами со сходными эффектами, например барбитуратами, бензодиазепинами и вальпроевой кислотой. Ивермектин не следует назначать беременным. Безопасность приёма препарата у детей до 5 лет не изучалась. Кормить грудью матерям, принимающим препарат, разрешается не ранее одной недели после приёма последней дозы препарата.
В медицине Ивермектин нельзя вводить пациентам, у которых может быть нарушена проницаемость гематоэнцефалического барьера, например при менингите или сонной болезни.
В ветеринарии не разрешается применение Ивермека:
- дойным животным;
- животным во время инфекционного заболевания;
- истощенным животным;
- беременным самкам, молоко которых будет использоваться в пищевых целях, менее чем за 28 суток до начала лактации[38].

Смертелен для собак породы колли и их подвидов (шелти, бобтейлов)..